# Ekonomiåret 1908

## Bildade företag
- 16 september - General Motors bildas.[1]

## Födda
- 5 september - Henry H. Fowler, amerikansk demokratisk politiker, USA:s finansminister 1965-1968.[2]

## Avlidna
- 28 november – Theodor Inama von Sternegg, 65, tysk-österrikisk nationalekonom och statistiker.